# Estación de Villarroya
Villarroya fue una estación de ferrocarril situada en el municipio español de Villarroya de la Sierra, en la provincia de Zaragoza, que formaba parte del histórico ferrocarril Santander-Mediterráneo. En la actualidad el antiguo recinto ferroviario se encuentra semi-desmantelado

## Situación ferroviaria
Las instalaciones ferroviarias se encontraban situadas en el punto kilómetro 21,1 de la línea férrea de ancho ibérico Santander-Mediterráneo, a 732 metros de altitud sobre el nivel del mar.

## Historia
Construida por la Compañía del Ferrocarril Santander-Mediterráneo, entraría en servicio en octubre de 1929 con la inauguración del tramo Soria-Calatayud. En su momento llegó a disponer de cuatro vías de servicio, un edificio de pasajeros, aguada y un almacén. En 1941, con la nacionalización de los ferrocarriles de ancho ibérico, las instalaciones pasaron a manos de RENFE. Tras una lánguida decadencia, en 1975 la estación fue rebajada de categoría y reclasificada como apeadero. Las instalaciones dejaron de prestar servicio con la clausura al tráfico de la línea Santander-Mediterráneo en enero de 1985. En la actualidad en el recinto ferroviario se encuentra semi-desmantelado, tras haber sido derribados los edificios principales. 